# Aracnofobia (film)
Aracnofobia (Arachnophobia) è un film thriller del 1990 diretto da Frank Marshall, qui al suo debutto alla regia di un lungometraggio.
Il film è basato sul senso di repulsione e di paura che la maggior parte della gente prova nei confronti dei ragni.
Girato in Venezuela e California, il film è uscito negli Stati Uniti il 18 luglio 1990. È stato un modesto successo commerciale, incassando 53,2 milioni di dollari al botteghino, e ha ricevuto recensioni generalmente positive da parte della critica.

## Trama
In Venezuela, il professor James Atherton (un entomologo e aracnologo) si reca nella foresta pluviale con la speranza di scoprire nuove specie di insetti e aracnidi, e si imbatte in una specie di ragno molto aggressiva, che riesce a catturare; l'animale viene studiato e si scopre essere privo di organi sessuali, cosa tipica degli insetti socialmente organizzati, ma mai riscontrata nei ragni. Un esemplare maschio di detta specie si infila nello zaino del fotografo Jerry Manley e, con il suo morso velenosissimo, lo uccide. L'animale viene poi involontariamente chiuso nella cassa funebre con il cadavere, mentre la morte del fotografo viene archiviata per febbre alta; la cassa viene portata nella città natale di Manley, Canaima, in California. Qui il ragno si rifugia in un granaio facente parte dell'abitazione del medico Ross Jennings, appena trasferitosi da San Francisco con la moglie Molly ed i figli Tommy e Shelley. Nel medesimo granaio, il ragno trova una "compagna", con cui genera una prole altamente letale. Una paziente di Ross, Margaret Hollins, viene uccisa dal morso di uno dei ragni appena generati, e la sua morte viene attribuita ad un infarto, nonostante Jennings non creda a tale ipotesi, ritenendo la donna perfettamente sana. In breve, i ragni uccidono un giovane giocatore della locale squadra di football e anche il vecchio medico del paese, Sam Metcalf; l'autopsia sui loro corpi accerterà la morte per i morsi di ragno. Jennings decide così di rivolgersi all'illustre professor Atherton - considerato il massimo esperto in materia - per avere indicazioni sul da farsi, stante l'intenzione delle forze dell'ordine di mettere in quarantena l'intera cittadina. Il professore, raggiunta Canaima, oltre ad avere conferma dell'altissima tossicità del veleno di questa nuova sottospecie di aracnide, spiega come i ragni stanno cercando di espandersi per dominare l'intera zona. Grazie a tali indicazioni di Atherton, secondo cui da un nido centrale i ragni si espandono a raggio nelle zone circostanti seguendo lo schema di una ragnatela, si scopre che il nido del ragno capostipite si trova nel granaio della famiglia Jennings. Viene perciò coinvolto lo stravagante disinfestatore Delbert McClintock per sterminare i ragni.
Nel granaio, Atherton viene ucciso dal ragno capostipite prima che possa demolire il nido, e tutti i ragni iniziano ad infestare la casa; la famiglia fugge all'esterno ma Jennings, cadendo dalla balaustra delle scale interne, sfonda il pavimento di legno malandato e finisce nella cantina, dove scopre che i ragni hanno trasferito il nido, custodito dalla regina e dal maschio sudamericano, considerato un vero e proprio "generale" capostipite. Dopo l'elettrocuzione della regina, Jennings combatte con il generale, mentre tenta anche di bruciare la tipica sacca delle uova. Nella colluttazione, il dottore rimane intrappolato sotto i detriti caduti, ma fortunatamente riesce prima a gettare il generale nel fuoco e poi (con una pistola spara-chiodi) a conficcarlo nel nido che, prendendo immediatamente fuoco, pone fine alla dinastia dei ragni assassini.
In seguito a tale esperienza, Ross e la sua famiglia lasciano la "tranquilla" casa di campagna per tornare nella movimentata (ma sicura) San Francisco.

## Produzione
Steven Spielberg è stato coinvolto nel film, con Frank Marshall (produttore di diversi film di Spielberg) alla regia per la prima volta.
Jamie Hyneman ha detto che Aracnofobia è stato uno dei primi film su cui ha lavorato, e spesso si affidava a semplici magneti per gli effetti. Il film ha utilizzato oltre 300 ragni di Avondale della Nuova Zelanda, scelti per le loro grandi dimensioni, lo stile di vita insolitamente sociale e l'innocuità per gli umani; erano guidati intorno al set dal caldo e dal freddo. I grandi ragni generale e regina erano modelli articolati.
Arachnophobia è stato girato principalmente al Salto Angel, presso il Parco Nazionale di Cambria, e presso gli studi Warner Bros. a Burbank, in California; le scene introduttive e nella giungla sono state girate nel sud del Venezuela. Le scene scolastiche sono state girate alla Coast Union High School, con studenti e personale utilizzati nelle scene di calcio e negli eventi di gruppo; i giocatori nello spogliatoio erano atleti studenti CUHS. Per l'effetto sonoro dei ragni schiacciati, gli artisti di Foley hanno calpestato pacchetti di senape o patatine fritte.
Le riprese sono durate dal 4 dicembre 1989 all'11 maggio 1990. Uscì nei cinema statunitensi il 18 luglio 1990.

## Accoglienza

### Critica
Sul sito web di recensioni Rotten Tomatoes, il 93% dei critici ha dato al film un voto positivo, basato su 42 recensioni, e una valutazione media di 7/10; il consenso critico del sito recita "Aracnofobia potrebbe non offrire brividi autentici, ma è un tributo affettuoso e solido alle caratteristiche della classica creatura di Hollywood." Su Metacritic ha un punteggio di 67/100, valutato da 22 critici, che indica "recensioni generalmente favorevoli." Alcune persone interessate ai ragni hanno protestato contro il film, credendo che offuscasse la visione dei ragni da parte del pubblico.

### Incassi
Aracnofobia ha debuttato al terzo posto dietro Ghost - Fantasma e 58 minuti per morire - Die Harder con 8,045,760 dollari nel suo primo fine settimana in America. Il film è stato un modesto successo finanziario, incassando 53,208,180 dollari in patria e altri 30,000,000 dollari in noleggi video.

## Riconoscimenti
- 1991 - Saturn Award
  - Miglior film horror
  - Miglior attore protagonista a Jeff Daniels
  - Nomination Miglior regia a Frank Marshall
  - Nomination Miglior attore non protagonista a John Goodman
  - Nomination Miglior sceneggiatura a Don Jakoby e Wesley Strick
- 1991 - Young Artist Award
  - Nomination Miglior film commedia/horror per la famiglia
  - Nomination Miglior attrice giovane non protagonista a Marlene Katz

## Altri media
Nel 1991 uscì il videogioco per computer Arachnophobia basato ufficialmente sul film.
La Walt Disney Publications Inc. pubblicò un adattamento ufficiale a fumetti del film, scritto da William Rotsler e illustrato da Dan Spiegle.

## Remake
Nel 2022 è stato annunciato un remake del film, che verrà co-prodotto dalla Atomic Monster Productions di James Wan e dalla Amblin Partners. Il film, con la produzione esecutiva di Frank Marshall, sarà scritto e diretto da Christopher Landon.